# Rekursivt akronym
Et rekursivt akronym eller en selvrefererende forkortelse er et akronym eller en forkortelse, hvor en del af forkortelsen står for forkortelsen selv.
Denne form for forkortelser er blevet populære i softwareverdenen, særligt i open source- og fri software-projekter. Ofte finder man først på forkortelsen og herefter finder man ud af, hvad den står for. Nogle gange er rekursive akronymer startet som ikke-rekursive akronymer, men har skiftet betydning. RPM betød for eksempel først Red Hat Package Manager, men nu står det for RPM Package Manager.
Et tidligt eksempel fra 1976 uden for computerverdenen er kreditkortet VISA, som står for VISA International Service Association.

## Eksempler
- RKI – "RKI Kredit Information" (tidligere Ribers Kredit Information)
- CYGNUS – CYGNUS Your GNU Support
- GNU – GNU's Not Unix
- PHP – PHP: Hypertext Preprocessor
- PINE – Pine Is Not Elm
- RPM – RPM Package Manager
- WINE – WINE is Not an Emulator
- ZINC –  ZINC is not commercial